# Fella El Djazairia
Fella Ababsa (en árabe: فيلة أبابسه‎) (Saint-Denis, París, 23 de abril de 1961) es una cantante argelina, conocida por su nombre artístico Fella El Djazairia (del árabe: فلة الجزائرية ‘Fella la argelina’), o simplemente Fella, o incluso Fela, Folla, Fulah o Fulla como variantes de la romanización de su nombre.

## Biografía
Fella nació en el suburbio de Plaine Saint Denis, en París, para luego mudarse a Argelia, con su familia un par de años más tarde. Ella viene de una familia artística argelina muy conocida. Su padre Abdelhamid Ababsa era poeta, músico y cantante. Su hermano Najeeb es un cantante popular y también lo es su hermana Naima.
Desde muy joven estuvo rodeada de música andaluza y argelina, y aprendió el piano y el oud, así como otros instrumentos musicales. A los quince años de edad, se unió a grupos musicales en la capital, y luego de veinte años partió para una serie de espectáculos en Londres, donde desarrolló publicidad y se quedó por varios años y perfeccionó su conocimiento de la música oriental. También actuó en  Estados Unidos a principios de la década de 1990.
Aunque es argelina, a menudo canta en árabe egipcio, ya que nunca pudo obtener popularidad en el Magreb, fue más tarde a Egipto y a Medio Oriente, con éxito. Sin embargo, sus primeras canciones, se cantaron en árabe argelino. Probablemente el punto más notable de Fella es que muy pocas veces ha cantado en francés, que es ampliamente utilizado por cantantes norteafricanos.

### Controversias
Fella ha tenido varios desacuerdos, incluso con el gerente general de la discográfica Rotana Salem Hindi, que concluyó con la cancelación del contrato con la compañía, con el pretexto de que no cubría expectativas. También tuvo conflictos en Egipto donde le tuvieron prohibida la entrada al país. Intentó regresar, pero fue devuelta desde el Aeropuerto de El Cairo.

## Discografía
- Fiq Ya Aachek Ezzin (1992).
- Singin' Raï (1993).
- Oriental Magic (1998).
- Sidi Khaled (2000).
- Ki Lyoum (2000).
- Tashakurat (2001).
- Cocktail Tunisien (2003).
- Sahrat Tarab (2006).
- Badr 14 (2006).
- Ahl El Maghna (2006).
- Lama Raayto (2007).
- Ya Mesafer Lel Jefa (2009).
- Afrah Fullawiya (Canciones de boda en Argelia) (2017).